# 帕利塞茲 (伊利諾伊州)
帕利塞茲（英語：Palisades）是位於美國伊利諾伊州杜佩奇縣的一個非建制地區。該地的面積和人口皆未知。

## 地理
帕利塞茲的座標為41°42′49″N 87°56′01″W / 41.71361°N 87.93361°W，而該地的平均海拔高度為185米（即607英尺）。